# Denhoff (Dakota Północna)
Denhoff – jednostka osadnicza w Stanach Zjednoczonych, w stanie Dakota Północna, w hrabstwie Sheridan.